# Дойран (община)
До́йран (макед. Општина Дојран) — община в Северной Македонии. Расположена на юге страны. Административный центр — село Стар-Дойран.
Площадь территории общины 129,16 км². В состав общины входят 13 сёл: Джумабос, Дурутли, Гёпчели, Куртамзали, Николикь, Нов-Дойран, Органджали, Севендекли, Сретеново, Стар-Дойран, Фурка, Црничани и Чаушли.

## География
Граничит с общинами Республики Македония:
- на западе — с общиной Богданци;
- на севере — с общиной Валандово.

На востоке и на юге — с граничит с номом Килкис в области Центральная Македония Греции.
На востоке община выходит к берегу Дойранского озера. Также на территории общины находятся горы горного массива Беласица.

## Население
Население составляет 3426 человек (2002 год).
Этническая структура населения в общине:
- македонцы — 2641 чел.;
- турки — 402 чел.;
- сербы — 277 чел.;
- цыгане — 59 чел.;
- албанцы — 17 чел.;
- арумыны — 3 чел.;
- боснийцы — 2 чел.;
- остальные — 25 чел.;

## Известные люди
На территории общины 7 октября 1910 года родился Георги Абаджиев, македонский писатель, один из основоположников национальной исторической прозы.